# Steve Harkness
Steven „Steve“ Harkness (* 27. August 1971 in Carlisle) ist ein ehemaliger englischer Fußballspieler. Als linker Außenverteidiger war er in den 1990er-Jahren für den FC Liverpool aktiv, stand jedoch in der Hackordnung oft hinter Konkurrenten wie David Burrows, Julian Dicks, Steve Staunton und Stig Inge Bjørnebye.

## Sportlicher Werdegang
Harkness fiel früh als talentierter Fußballer bei einer Partie der Nachwuchsmannschaft seines Heimatklubs Carlisle United auf. Im Duell mit der Jugendauswahl des FC Liverpool agierte er als Mittelstürmer und beeindruckte den damaligen Cheftrainer Kenny Dalglish derart, dass er nach nur 13 Viertligapartien für die erste Mannschaft von Carlisle im Juli 1989 von den „Reds“ verpflichtet wurde. Die Ablösesumme betrug 75.000 Pfund und galt als „Schnäppchen“, da Harkness zu diesem Zeitpunkt zum Kapitän der englischen U-18-Nationalmannschaft befördert worden war. In Liverpool wurde Harkness schnell auf die Position des linken Außenverteidigers umgeschult, nachdem sich in der Reserveauswahl dort die Verletzungsprobleme gemehrt hatten. In der Profielf war auf der linken Abwehrseite David Burrows mehr oder weniger „gesetzt“, so dass Harkness bis zum 27. August 1991 auf sein Debüt in der ersten Mannschaft warten musste. An seinem 20. Geburtstag debütierte er in einem Erstligaspiel gegen die Queens Park Rangers (1:0). Neben Burrows hatte Harkness fortan weitere Konkurrenten in Julian Dicks, Steve Staunton und Stig Inge Bjørnebye. Diese Konstellation hielt Harkness davon ab, nennenswerte Entwicklungsschritte zu machen, so dass er in der Saison 1994/95 beim nunmehrigen Liverpool-Trainer Roy Evans um einen Vereinswechsel bat. Nachdem er bereits Ende 1993 an den Drittligisten Huddersfield Town ausgeliehen worden war, bestritt er zwischen Februar und März 1995 sechs Zweitligapartien für Southend United und erhielt danach die Transfererlaubnis. Der von Ex-Liverpool-Spieler Ronnie Whelan trainierte Klub konnte jedoch die aufgebotene Ablösesumme nicht stemmen und so verblieb Harkness in Liverpool. Da sich dort in der Schlussphase der Saison erneut eine Verletztenmisere ausbreitete, erhielt er nicht nur eine „zweite Chance“, sondern unterzeichnete gar 1995 einen neues Dreijahresvertrag.
Harkness ging als Stammspieler in die Saison 1995/96 und war ein wichtiger Bestandteil in der neuen 3-5-2-Formation von Evans als offensiver linker „Wingback“. Als weiteres Problem stellte sich jedoch die hohe Anzahl an Verwarnungskarten bei ihm heraus und nach einer Sperre im Januar 1996 fiel er in der Hackordnung wieder zurück. In dieser Zeit befand sich der FC Liverpool in einem Formhoch und ließ die Meinung aufkommen, dass sich die sportlichen Dinge ohne Harkness positiv entwickelten. Weiteres Unglück ereilte ihn am 6. April 1996, als er sich im Zweikampf mit John Salako von Gegner Coventry City ein Bein brach. Es folgte ein elfmonatige Verletzungspause und er kehrte in einem Moment zurück, als Liverpool nach einer vielversprechenden Hinrunde der Saison 1996/97 in eine sichtbare Krise abrutschte. Ab Dezember 1997 galt Harkness wieder als feste Größe in der Liverpooler Mannschaft, bevor er sich im Februar 1998 in das Zentrum einer Kontroverse katapultierte. Im Spiel gegen Aston Villa beschuldigte ihn sein Ex-Mannschaftskamerad Stan Collymore rassistischer Aussagen, nachdem Collymore Berichten zufolge damit gedroht haben soll, Harkness das Bein „nun ordnungsgemäß zu brechen“. Es folgten gegenseitige Klageandrohungen und trotz einiger Vermittlungsversuche der englischen Profispielergewerkschaft PFA konnte der Zwist nicht beigelegt werden. Neun Monate nach dem Vorfall trafen die beiden Kontrahenten erneut aufeinander. Nach nur 12 Minuten traf Collymore bei einem Zweikampf Harkness derart schwer, dass dieser ausgewechselt und danach drei Wochen pausieren musste. Collymore selbst erhielt zunächst nur die gelbe Karte, aber später folgte die gelb-rote Hinausstellung nach einer weiteren Auseinandersetzung mit Michael Owen.
Als der FC Liverpool mit dem neuen französischen Trainer Gérard Houllier signifikante Neuerungen durchlief, war Harkness eines der frühen Opfer des Modernisierungsprozesses. Nach gerade einmal zwei Startelfeinsätzen im Kalenderjahr 1999 überzeugte ihn Liverpools Ex-Spieler und -Trainer Graeme Souness im März 1999 von einem Wechsel nach Portugal zu Benfica Lissabon, wohin bereits mit Dean Saunders und Michael Thomas zwei Ex-Liverpooler gewechselt waren. Nach der Entlassung von Souness nur einen Monat später fiel Harkness in Ungnade bei seinem neuen Klub und wurde nach einem Streit mit dem Präsidenten aus der Profimannschaft ausgeschlossen. Im August 1999 bot ihm Brian Kidd von dem englischen Zweitligisten Blackburn Rovers die Gelegenheit zur Rückkehr in die Heimat, aber kurz nachdem wiederum Souness Kidd im März 2000 ersetzte, wurde Harkness an den Erstligaabsteiger Sheffield Wednesday verkauft. Dort spielte er zwei Jahre in einer Mannschaft, die sich in der unteren Tabellenhälfte wiederfand, bevor er sich im Juli 2002 nach Vertragsende seinem Ex-Mitspieler Mark Wright beim Fünftligisten Chester City anschloss. Nur vier Monate später musste Harkness dann einer Reihe von Verletzungen Tribut zollen und beendete im Alter von 31 Jahren seine aktive Karriere.
Im September 2019 wurde Harkness für das Fahren ohne Fahrerlaubnis und Versicherung zu einem dreijährigen Fahrverbot, eine neunwöchige Haftstrafe auf Bewährung für einen Zeitraum von zwei Jahren sowie 100 Stunden gemeinnützige Arbeit verurteilt.